# Francisco Risiglione
Francisco Risiglione (Rosario, 18 de enero de 1917-28 de julio de 1999) fue un boxeador argentino de peso medio pesado, ganador de la medalla de bronce en los Juegos Olímpicos de Berlín 1936.

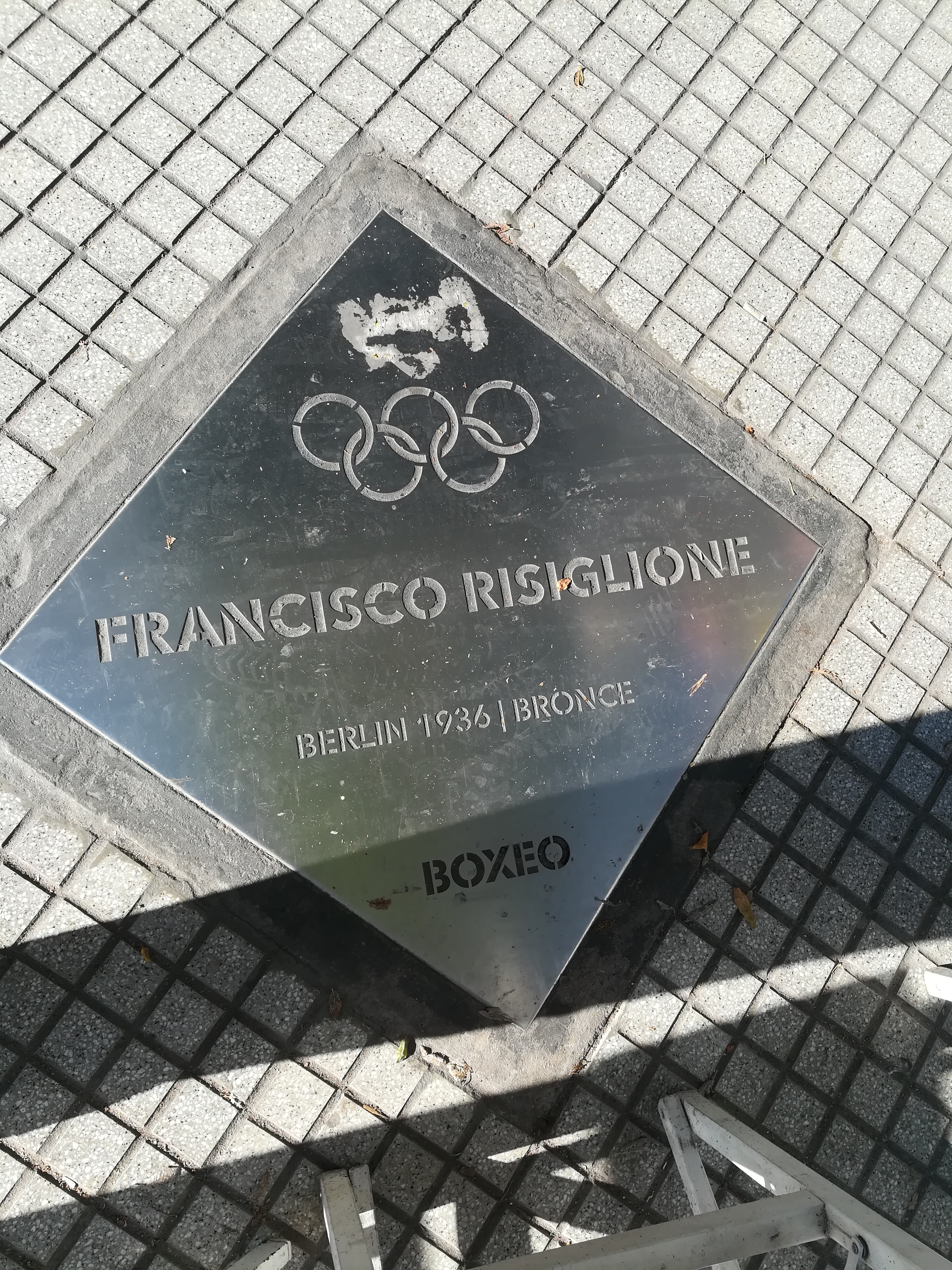
Placa homenaje a Risiglione en el Paseo de los Olímpicos de Rosario.

## Medalla de bronce de 1936
En los Juegos Olímpicos de Berlín 1936, Francisco Risiglione, con 19 años, ganó la medalla de bronce en la categoría medio pesados (hasta 79,378 kilos). Risiglione venció al luxemburgués Jean-Pierre Graser, al británico Thomas James Griffin y perdió en semifinales con el alemán Richard Vogt. En la pelea por la medalla de bronce venció por abandono al sudafricano Sydney Robey Leibbrand.

## Datos biográficos
Libró dos combates profesionales entre 1941 y 1945, perdiendo ambas.